# Étienne Jules Marey
Étienne Jules Marey (Francia, Beaune, 5 de marzo de 1830 - París, 15 de mayo de 1904) fue un médico, fotógrafo e investigador francés, destacó por sus investigaciones en el estudio fotográfico del movimiento.
Etienne-Jules Marey fue fisiólogo y cronofotógrafo. Nacido en Beaune, Francia, en 1830. Marey fue a París en 1849 para matricularse en la facultad de medicina para estudiar cirugía y fisiología. Se graduó como médico en 1859, y en 1864 fundó un pequeño laboratorio en París donde estudió la circulación de la sangre, publicando "Le mouvement dans les fonctions de la vie" en 1868. Desde 1863, Marey perfeccionó los primeros fundamentos de su “método gráfico”, que estudiaba el movimiento utilizando instrumentos de registro y gráficos. Utilizando polígrafos e instrumentos de registro similares tuvo éxito en analizar con diagramas el caminar de un hombre y de un caballo, el vuelo de los pájaros y los insectos. Los resultados –publicados en "La Machine Animale" en 1873– despertaron mucho interés y llevaron a Leland Stanford y Eadweard Muybridge a proseguir sus propias investigaciones, por medio de la fotografía, en el movimiento de los caballos. A su vez la influencia de Muybridge y las personas próximas a Marey, incluyendo a Alphonse Penaud, llevaron al fisiólogo a estudiar la fotografía para el estudio del movimiento.
En el ámbito de la fisiología en 1863 Marey realizó también mejoras en el esfigmógrafo, aparato que sirve para monitorizar el movimiento del sistema circulatorio (especialmente el pulso), haciendo que fuese transportable.

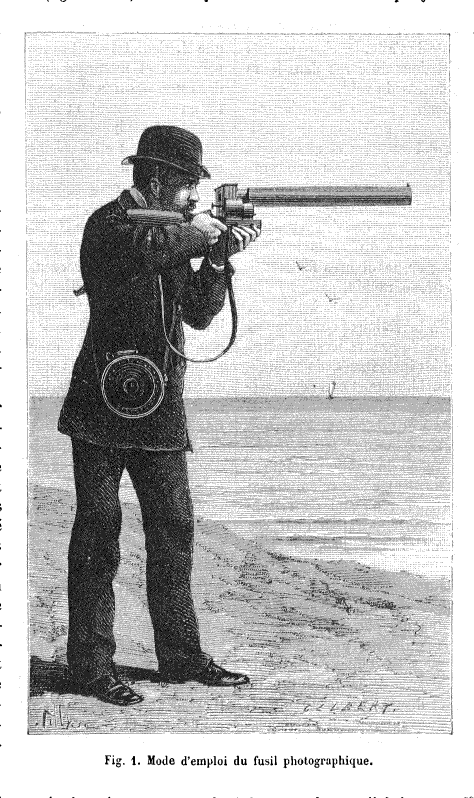
Escopeta fotográfica.

Marey quedó admirado por los resultados que Muybridge había conseguido en Palo Alto, pero insatisfecho por la falta de precisión en las imágenes de pájaros. En 1882, perfeccionó la 'escopeta fotográfica', inspirada por el “revólver fotográfico” inventado en 1874 por el astrónomo Jules Janssen, y capaz de tomar doce exposiciones en un segundo. En 1882 Marey abrió la Estación fisiológica en el Bois de Boloigne, fundada por la ciudad de París, con Georges Demenÿ como asistente. Marey abandonó rápidamente su escopeta y en 1882 inventó una cámara de placa fija cronomatográfica equipada con un obturador de tiempo. Utilizándola, tuvo éxito al combinar en una placa varias imágenes sucesivas en un simple movimiento.
Para facilitar el disparo desde diferentes posiciones, la cámara se colocó dentro de una gran cabina de madera que corría sobre raíles. Entre 1882 y 1888 se tomaron numerosas placas en la estación, incluyendo las famosas figuras geométricas.
En 1888 Marey de nuevo mejoró su invento reemplazando la placa de cristal por una larga tira de papel sensible. La primera película sobre papel, que tomó veinte imágenes en un segundo, se mostró, pero no se proyectó en la Academia de Ciencias el 29 de octubre de 1888. La tira se movía intermitentemente en la cámara con la ayuda de un electroimán. Dos años después, Marey reemplazó el papel con una película transparente de celuloide de 90 mm de ancho y 1,2 m o más de largo. Una placa de presión inmovilizaba la película y un muelle la soltaba cuando la presión disminuía.
Entre 1890 y 1900, Marey (asistido por Demenÿ hasta 1894, y a continuación por Lucien Bull y Pierre Nogues) hicieron un número considerable de tiras de película de análisis del movimiento, de gran calidad estética y técnica, incluyendo los muy bellos autorretratos de Marey y Demenÿ y el famoso gato cayendo, filmado en 1894. Ese año, Marey aceptó la renuncia de Demenÿ, que deseaba explotar comercialmente sus métodos magistrales. 1894 también marcó la publicación de "Le mouvement" de Marey, un trabajo importante que cubría todas sus investigaciones. Ejerció una considerable influencia en los inventores pioneros del cine en la década de 1890. Sus trabajos, ampliamente difundidos por la prensa internacional, fueron una fuerte inspiración para Thomas Edison y Louis Lumière, entre otros. 
Marey, el padre fundador de la técnica cinematográfica, moriría en 1904. 